# Дезорганизација
Дезорганизација је привремени или трајни поремећај неког физичког, биолошког, психолошког или социјалног система. У психологији, дезорганизација је стање нарушеног усклађеног, координисаног функционисања одређених менталних структура.